# Râul Nièvre
Nièvre este un râu în partea de centru a Franței. Este un afluent al fluviului Loara. Este format prin confluența râurilor Nièvre de Champlemy (sau Grande Nièvre) și Nièvre d'Arzembouy. Are o lungime de 53 km, un debit de 5 m³/s și un bazin colector de 630 km². Confluența cu Loara este lângă orașul Nevers.